# 玛塔·巴赫
玛塔·巴赫·帕斯夸尔（西班牙語：Marta Bach Pascual，1993年2月17日—），出生於马塔罗，西班牙女子水球运动员，亦為西班牙國家女子水球隊成員。

## 簡歷
2012年，玛塔·巴赫代表西班牙參加英國倫敦舉行的奥林匹克运动会女子水球比賽，最後在決賽中不敵美國隊，贏得銀牌。